# 陈云富
陈云富（1938年—），男，江苏镇江人，中国舞蹈演员，中国歌剧舞剧院演员，曾任中国儿童歌舞学会会长。